# 商大節
商大節（1489年—1553年），字孟堅、號少峰，湖廣承宣布政使司承天府鍾祥縣（今湖北省鍾祥市）人，明朝政治人物，同進士出身。諡端愍。

## 生平
正德八年（1513年）以《春秋》中正德八年（1513年）癸酉科湖广乡试第五十九名舉人，曾任洛陽县学训导。嘉靖二年（1523年）登癸未科会试一百三十二名，廷试三甲五十三名進士，授江西豐城縣知縣，升任兵科給事中，嘉靖七年主考戊子科云贵乡试。八年勘事江西，以外艰家居。嘉靖十六年起复原职，因科道之間互相彈劾，被貶為鹽城縣丞。尋遷國子監丞，历升刑部郎中。嘉靖十九年，升任廣東按察司僉事，奉敕整饬高肇兵备。嘉靖二十二年，升任山東布政司督運右參議。嘉靖二十四年，任河南按察司巡河副使。后改山東參政、山東按察使，嘉靖二十八年，任都察院右僉都御史、保定巡撫，期間募兵抵禦北方入侵。嘉靖二十九年，任都察院左副都御史。因為當時其在外獨領一軍，不受仇鸞節制，而被誣陷下詔獄。恰逢當時嘉靖帝寵信仇鸞，雖然嚴嵩勸阻，嘉靖帝仍然堅持判處商大節死刑。三十一年八月仇鸞被殺，大節故部曲石鏜、孫九思等數百人伏闕訟冤，兵部侍郎張時徹也上疏求情，但嘉靖帝仍然不聽。三十二年商大節死于监狱中。隆慶元年，追贈兵部尚書，謚号端愍。

## 家族
曾祖商義，永樂庚子舉人、贡士。祖父商汝霖。父商盈。母姜氏。具庆下。兄大全、弟大鑾。
| 官衔                 | 官衔                         | 官衔        |
| -------------------- | ---------------------------- | ----------- |
| 前任： 蔡璧 蕭山舉人 | 明朝永丰县知县 嘉靖二年-六年 | 繼任： 周寵 |

## 延伸阅读
[在维基数据编辑]
 《國朝獻徵錄·卷之五十五》，出自焦竑《國朝獻徵錄》
 《明史卷二百〇四》，出自《明史》